# Haplopoma planum
Haplopoma planum is een mosdiertjessoort uit de familie van de Haplopomidae. De wetenschappelijke naam van de soort is voor het eerst geldig gepubliceerd in 1963 door Ryland.